# Habib Bank Limited Football Club
O Habib Bank Limited Football Club mais conhecidos como HBL F.C. é um clube de futebol com sede em Karachi, Paquistão. A equipe compete no Campeonato Paquistanês de Futebol.

## História
O clube foi fundado em 1975.